# 高崎商科大学附属高等学校
高崎商科大学附属高等学校（たかさきしょうかだいがくふぞくこうとうがっこう）は、群馬県高崎市に所在する私立高等学校で、高崎商科大学の附属学校である。学校法人高崎商科大学が運営する。略称は「商大附（しょうだいふ）」「高商大附（たかしょうだいふ）」｢sdf｣ ｢SHODAI｣ である。

## 概要
普通科・総合ビジネス科の2科からなり、それぞれの学科内に専門コースが設置されている。2001年までは女子高であった。現在の制服は中野裕通デザインである。一般教室にはエアコンが設置されている。

## 沿革
- 1906年4月 - 私立佐藤裁縫女学校として佐藤夕子（サトウタネ）が高崎市柳川町2に創設。（在席数6名からスタート)
- 1907年 - 私立佐藤裁縫女学校と改称。
- 1911年4月 - 師範科卒業生に無試験検定により小学校専科正教員資格授与。
- 1943年4月 - 財団法人に組織変更。佐藤高等技芸女学校と改称。校舎を大橋町237に移転。
- 1948年4月 - 学校教育法による高等学校となり佐藤技芸高等学校と改称。
- 1950年2月 - 高崎技芸高等学校と改称。
- 1951年3月 - 学校法人佐藤学園に組織変更。
- 1954年 8月 - バレーボール全日本高等学校女子選手権大会で優勝。
- 1961年 4月 - 商業科設置。
- 1961年 6月 - 佐藤学園高等学校と改称。
- 1963年 4月 - 普通科設置。
- 1968年 4月 - 附属幼稚園開園。
- 1984年 4月 - ワープロ教育導入。
- 1985年 4月 - パソコン教育導入。
- 1987年12月 - 高崎商科短期大学設立認可される。法人名を高崎佐藤学園に変更。
- 1988年 4月 - 高崎商科短期大学（商学科）開学。校名を高崎商科短期大学附属高等学校と改称。
- 1991年 3月 - 情報システム科、情報経理科設置。
- 1992年 3月 - 家庭科廃止。
- 1994年 3月 - 商業科廃止。
- 1996年 4月 - 情報システム科を国際情報科に名称変更。
- 2001年 4月 - 高崎商科大学（流通情報学部）開学。高崎商科大学短期大学部（現代ビジネス科）開設。校名を高崎商科大学附属高等学校と改称。
- 2002年 4月 - 普通科特別進学コースに男子入学。男女共学スタート。
- 2002年 7月 - 並榎キャンパス完成。
- 2003年 3月 - 第22回全国高等学校空手道選抜大会女子個人組手優勝。
- 2004年 4月 - 豊岡グラウンド完成。
- 2005年4月 - 普通科進学コースに男子入学。
- 2006年8月 - 全国高等学校総合体育大会・第52回全国高等学校フェンシング選手権大会学校対抗女子フルーレ優勝。
- 2006年11月 - 創立100周年記念式典。
- 2008年8月 - 法人名を高崎商科大学に変更。
- 2011年4月 - 総合ビジネス科設置。全学科、全コース男女共学スタート。
- 2014年7月 - 新築第１校舎完成。
- 2014年3月 - 国際情報科、情報経理科を廃止。
- 2016年4月 - 創立110周年。
- 2017年10月 - 高崎アリーナで初の体育祭を実施。
- 2019年3月 - 新武道館完成。

## 設置学科
- 普通科
  - 特別進学選抜コース
  - 特別進学コース
  - 進学コース
  - 特別進学国際コース
- 総合ビジネス科
  - 情報メディアコース
  - 経理ビジネスコース
  - 会計コース

## クラブ活動
運動部と文化部を合わせて36の部がある。

### 運動部
- バトントワリング部
- ペップアーツ部
- バレーボール部
- フェンシング部
- 卓球部
- テニス部
- アーチェリー部
- 空手道部
- 水泳部
- 剣道部
- バドミントン部
- バスケットボール部
- サッカー部
- 硬式野球部
- Dance部

### 文化部
- 社会部
- 数学部
- 理科部
- 音楽部
- 書道部
- 美術部
- 英語部
- 家庭科部
- 文芸部
- 新聞部
- 放送部
- 演劇部
- ボランティア部
- 茶道部
- 華道部
- 吹奏楽部
- 簿記部
- 漫画研究部
- 情報メディア部
- 軽音楽部
- 写真部

## 交通アクセス
- JR信越本線北高崎駅より徒歩3分
- JR上越線高崎問屋町駅より自転車10分

## 制服
- 高崎商科大学附属高等学校の制服は、中野裕通によってデザインされたものである。
- 女子は紺のブレザーに紺白チェックのスカートにリボン、男子は紺のブレザーに紺白チェックのズボンにネクタイ。
- 渡辺麻友の3rdシングル「ヒカルものたち」のカップリング曲「サヨナラの橋」のミュージックビデオで本校の制服を着用した。

## 騒動・不祥事
- 2019年10月、SNS上で、教諭の指導（注意を聞かない生徒に対するものであった）が問題となり、学校側は教諭を1週間自宅謹慎処分した。[2]

## 高校関係者と組織

### 著名な出身者
- 小渕千代 - 実業家、小渕恵三の母
- 石田瑞穂 - バレーボール選手、デンソー・エアリービーズ所属
- 佐藤由美子 - フリーアナウンサー
- 涼麻とも - 元宝塚歌劇団
- 平田美恵 - 元競泳日本代表、1978年アジア競技大会金メダリスト
- 篠原沙耶香 - 女子バレーボール選手
- 生方美久 - 脚本家
- 松井かおり - チアリーディング選手
- 新井彩可 - 空手家

## 系列校
- 学校法人高崎商科大学
  - 高崎商科大学
  - 高崎商科大学短期大学部
  - 高崎商科大学佐藤幼稚園